# Microcharis buchneri
Microcharis buchneri är en ärtväxtart som först beskrevs av Paul Hermann Wilhelm Taubert, och fick sitt nu gällande namn av Brian David Schrire. Microcharis buchneri ingår i släktet Microcharis och familjen ärtväxter. Inga underarter finns listade i Catalogue of Life.